# Geassocieerde faculteit industriële en biowetenschappen
De Geassocieerde faculteit industriële en biowetenschappen (GFIBW) is een geassocieerde faculteit van de Associatie KU Leuven.

## Geschiedenis
Op 30 september 2005 ondertekenden de rector van de KU Leuven en de algemeen directeuren van vijf hogescholen van de Associatie KU Leuven een intentieverklaring waarin werd vastgelegd dat vijf departementen met een opleiding tot industrieel ingenieur een geassocieerde faculteit vormen binnen de groep van Exacte Wetenschappen van de KU Leuven.
Het ging om Hogeschool voor Wetenschap en Kunst (De Nayer Instituut), Katholieke Hogeschool Brugge-Oostende, Katholieke Hogeschool Kempen, Katholieke Hogeschool Limburg en Katholieke Hogeschool Sint-Lieven. Sinds 2007 maakt ook de Internationale Hogeschool Groep T deel uit van de geassocieerde faculteit. 

## Decanen
Sinds 2005: Willy Asselman en Chris Van Keer